# Liste des joueurs des Expos de Montréal
Ceci est la liste des joueurs de baseball ayant disputé au moins un match avec les Expos de Montréal, de leur première saison dans les Ligues majeures en 1969 à leur dernière saison à Montréal en 2004.
Cette liste n'inclut pas les joueurs ayant joué pour les Nationals de Washington après le transfert de la franchise de Montréal vers Washington après la saison 2004.
Les astérisques indiquent les joueurs ayant pris part à la saison inaugurale, en 1969.
Les caractères gras indiquent les joueurs membres du Temple de la renommée du baseball.
- Haut – A
- B
- C
- D
- E
- F
- G
- H
- I
- J
- K
- L
- M
- N
- O
- P
- Q
- R
- S
- T
- U
- V
- W
- X
- Y
- Z

## A
| - Santo Alcalá - Scott Aldred - Mike Aldrete - Bernie Allen - Bill Almon |  | - Héctor Almonte - Felipe Alou - Moisés Alou - Tavo Alvarez - Scott Anderson |  | - Shane Andrews - Luis Aquino - Tony Armas, Jr. - Bill Atkinson - Derek Aucoin |  | - Bobby Ayala - Luis Ayala |

## B
| - Stan Bahnsen - Bob Bailey * - Bret Barberie - Greg Bargar - Brian Barnes - Skeeter Barnes - Tim Barrett - Michael Barrett - Tony Barron - Randy Bass - John Bateman * - Miguel Batista - Tony Batista - Juan Bell - Rigo Beltrán |  | - Francis Beltrán - Freddie Benavides - Yamil Benítez - Shayne Bennett - Chad Bentz - Peter Bergeron - Tony Bernazard - Sean Berry - Rocky Biddle - Larry Biittner - Dann Bilardello - Tim Blackwell - Dennis Blair - Matt Blank - Geoff Blum |  | - John Boccabella * - Frank Bolick - Don Bosch * - Shawn Boskie - Kent Bottenfield - Denis Boucher - Oil Can Boyd - Milton Bradley - Ron Brand * - Hal Breeden - Fred Breining - Donnie Bridges - Dan Briggs - Jim Britton - Hubie Brooks |  | - Jim Brower - Jackie Brown - Curt Brown - Curtis Brown - Jim Bullinger - Kirk Bullinger - Eric Bullock - Tim Burke - Ray Burris - Sal Butera |

## C
| - Orlando Cabrera - R.C. Caldwell - Iván Calderón - Ron Calloway - Bill Campbell - Casey Candaele - John Candelaria - Don Carrithers - Jamey Carroll - Gary Carter - Dave Cash |  | - Craig Caskey - Matt Cepicky - Rick Cerone - Raúl Chávez - Endy Chávez - Bruce Chen - Ryan Church - Archi Cianfrocco - Donn Clendenon * - Ty Cline * |  | - Rich Coggins - Nate Colbert - Greg Colbrunn - Lou Collier - Tony Collins - Kevin Collins * - Bartolo Colón - Trace Coquillette - Roy Corcoran - Chad Cordero - Wil Cordero |  | - Rhéal Cormier - Reid Cornelius - John Costello - Darron Cox - Jim Cox - Warren Cromartie - Terry Crowley - Darwin Cubillán |

## D
| - John D'Acquisto - Omar Daal - Vic Darensbourg - Ron Darling - Jack Daugherty - Willie Davis - Andre Dawson - Boots Day - Zach Day - Rick DeHart |  | - Tomás de la Rosa - José DeLeón - Don Demola - Delino DeShields - Einar Díaz - Bill Dillman - Miguel Diloné - Tom Dixon - John Dopson - Scott Downs |  | - Tim Drew - Dan Driessen - Rob Ducey - Hal Dues - Steve Dunning - Roberto Durán - Jim Dwyer - Mike Dyer - Duffy Dyer |

## E
| - Joey Eischen - Carl Everett |  | - Dave Engle - Rick Engle |  | - Bryan Eversgerd - Terry Enyart |

## F
| - Roy Face * - Jim Fairey * - Ron Fairly * - Steve Falteisek - Howard Farmer - Jeff Fassero - José Fernández - Antonio Ferrari - Jeremy Fikac - Jeff Fischer - Mike Fitzgerald |  | - Darrin Fletcher - Cliff Floyd - Doug Flynn - Tom Foley - Tim Foli - Chad Fonville - Barry Foote - Scott Forster - Andy Fox - Terry Francona |  | - Willie Fraser - Lou Frazier - Roger Freed - Steve Frey - Pepe Frias - Doug Frobel - Jerry Fry - Woodie Fryman - Mike Fuentes - Brad Fullmer |

## G
| - Andrés Galarraga - Dámaso García - Mike Gardiner - Jeff Gardner - Mark Gardner - Mike Garman - Wayne Garrett - Mike Gates - Bob Gebhard - Brett Gideon |  | - Joe Gilbert - Ed Glynn - Jerry Goff - Rene Gonzales - Alex Gonzalez - Tom Gorman - Jim Gosger - Wayne Granger - Mudcat Grant * - Rick Grapenthin |  | - Ross Grimsley - Marquis Grissom - Kevin Gross - Mark Grudzielanek - Vladimir Guerrero - Wilton Guerrero - Brad Gulden - Bill Gullickson - Edwards Guzman - Tim George |

## H
| - Rich Hacker - Don Hahn * - Drew Hall - Chris Haney - Todd Haney - Gerry Hannahs - Brendan Harris - Gene Harris - Greg Harris - Ron Hassey - Heath Haynes |  | - Neal Heaton - Bryan Hebson - Rod Henderson - Bob Henley - Butch Henry - Gil Heredia - Ubaldo Heredia - Matt Herges - Dustin Hermanson - Remy Hermoso * - Liván Hernández |  | - José Herrera * - Ed Herrmann - Joe Hesketh - Jack Hiatt - Ken Hill - Shawn Hill - Ray Holbert - Fred Holdsworth - Brian Holman - Joe Horgan - Dave Hostetler |  | - Mike Hubbard - Rex Hudler - Terry Humphrey - Randy Hunt - Ron Hunt - Jonathan Hurst - Jeff Huson - Tom Hutton |

## I
- Hideki Irabu
- Maicer Izturis

## J
| - Grant Jackson - Bob James - Pat Jarvis - Larry Jaster * - Garry Jestadt * - Ken Johnson - Larry Johnson - Mike Johnson |  | - Nick Johnson - Randy Johnson - Ron Johnson - Roy Johnson - Tony Johnson - Wallace Johnson - Barry Jones - Jimmy Jones |  | - Mack Jones * - Terry Jones - Tracy Jones - Mike Jorgensen - Jeff Juden |

## K
| - Joe Keener - Roberto Kelly - Joe Kerrigan - Sun-Woo Kim |  | - Clay Kirby - Steve Kline - Randy Knorr - Eric Knott |  | - Darold Knowles - Wayne Krenchicki - Bill Krueger |

## L
| - Josh Labandeira - Coco Laboy * - Tim Laker - Larry Landreth - Bill Landrum - Chip Lang - Mark Langston - Mike Lansing - Yovanny Lara |  | - Bill Laskey - Vance Law - Tom Lawless - Charlie Lea - Bill Lee - Ron LeFlore - Dave Leiper - Mark Leiter - Denny Lemaster |  | - Randy Lerch - Jeff Liefer - Ted Lilly - Larry Lintz - Felipe Lira - Bryan Little - Scott Livingstone - Graeme Lloyd |  | - Bill Long - Brian Looney - Luis Lopez - Gary Lucas - Urbano Lugo - Rob Lukachyk - Steve Lyons - Jim Lyttle |

## M
| - Ken Macha - Robert Machado - José Macías - Pete Mackanin - Mike Maddux - Mickey Mahler - Rick Mahler - Gary Majewski - Bob Malloy - Pepe Mangual - Julio Manón - Fred Manrique - Barry Manuel - Jerry Manuel - Leo Marentette * - Oreste Marrero - Mike Marshall |  | - Dave Martinez - Dennis Martínez - Manny Martínez - Pedro Martínez - Sandy Martínez - Clyde Mashore - Jim Mason - Henry Mateo - Troy Mattes - Derrick May - Rudy May - Matt Maysey - Ernie McAnally - Tim McCarver - Bob McClure - Dave McDonald - Will McEnaney |  | - Andy McGaffigan - Dan McGinn * - Ryan McGuire - Tim McIntosh - Josh McKinley - James McManus, Jr. - Dave McNally - Sam Mejías - Orlando Mercado - Orlando Merced - José Mercedes - Hensley Meulens - Randy Miller - Randy Milligan - Brad Mills - John Milner - Ryan Minor |  | - Dale Mohorcic - John Montague - Willie Montañez - Charlie Montoyo - Balor Moore - Bill Moore - Trey Moore (en) - David Moraga - José Morales - Mike Mordecai - Carl Morton * - Guillermo Mota - Manny Mota * - James Mouton - Bobby Muñoz - Dale Murray |

## N
| - Chris Nabholz - Bob Natal - Graig Nettles - Al Newman - Reid Nichols - Mike Nicolas |  | - Steve Nicosia - Tom Nieto - Otis Nixon - Junior Noboa - Dan Norman - Fred Norman |  | - Nelson Norman - Jim Northrup - Talmadge Nunnari - Rich Nye |

## O
| - Mike O'Berry - Charlie O'Brien - Jack O'Connor - John O'Donoghue - Troy O'Leary |  | - Tom O'Malley - Sherman Obando - Rowland Office - Tomo Ohka - Al Oliver |  | - Joe Orsulak - Bob Owchinko - Spike Owen |

## P
| - Alex Pacheco - David Palmer - José Paniagua - Stan Papi - Johnny Paredes - Jeff Parrett - Larry Parrish - Val Pascucci - Bob Pate |  | - John Patterson - Carl Pavano - Carlos Pérez - Pascual Pérez - Robert Pérez - Tony Pérez - Chris Peters - Marty Pevey - Ken Phelps |  | - Adolfo Phillips * - Mike Phillips - Doug Piatt - Luis Pineda - Gerry Pirtle - Jim Poole - Alonzo Powell - Jeremy Powell - Curtis Pride |

## Q
- Jim Qualls

## R
| - Dick Radatz * - Tim Raines - Bobby Ramos - Mike Ramsey - Steve Ratzer - Jon Rauch - Claude Raymond * - Randy Ready - Britt Reames - Jeff Reardon |  | - Bob Reece - Darren Reed - Howie Reed * - Jeff Reed - Steve Renko * - Gilberto Reyes - Bob Reynolds - Nicko Riesgo - Brad Rigby |  | - George Riley - Bill Risley - Bombo Rivera - Juan Rivera - Luis Rivera - Bert Roberge - Jerry Robertson * - Henry Rodríguez - Gary Roenicke |  | - Steve Rogers - Mel Rojas - Tom Romano - Gene Roof - Pat Rooney - Jorge Roque - Pete Rose - Kirk Rueter - Scott Ruskin |

## S
| - Ángel Salazar - Bill Sampen - Scott Sanderson - Julio Santana - F.P. Santangelo - Nelson Santovenia - Rich Sauveur - Bob Scanlan - Pat Scanlon - Dan Schatzeder - Fred Scherman - Curt Schmidt - Dave Schmidt - Brian Schneider - Rick Schu - Mickey Scott - Rodney Scott - Tim Scott |  | - Tony Scott - Bob Sebra - David Segui - Fernando Seguignol - Carroll Sembera * - Scott Service - Don Shaw * - Jeff Shaw - Steve Shea - Razor Shines - Joe Siddall - Dave Silvestri - Doug Simons - Ken Singleton - Matt Skrmetta - Terrmel Sledge - J.D. Smart - Bryn Smith |  | - Chris Smith - Dan Smith - Lee Smith - Mark Smith - Mike Smith - Zane Smith - Tony Solaita - Lary Sorensen - Elías Sosa - Joe Sparma - Tim Spehr - Chris Speier - Sean Spencer - Randy St. Claire - Marv Staehle * - Matt Stairs - Don Stanhouse - Andy Stankiewicz |  | - Rusty Staub * - John Stefero - Mike Stenhouse - Lee Stevens - Scott Stewart - Bob Stinson - Bill Stoneman * - DaRond Stovall - Chris Stowers - Doug Strange - Scott Strickland - John Strohmayer - Everett Stull - Gary Sutherland * - Stan Swanson - Ron Swoboda |

## T
| - John Tamargo - Tony Tarasco - Fernando Tatis - Frank Taveras - Chuck Taylor - Wilfredo Tejada - Anthony Telford - Jeff Terpko - J. J. Thobe |  | - Derrel Thomas - Jason Thompson - Rich Thompson - Scot Thompson - Andre Thornton - Mike Thurman - Jay Tibbs - Dave Tomlin - Salomón Torres |  | - Héctor Torres - Mike Torrez - Andy Tracy - Jeff Treadway - Manny Trillo - Chris Truby - T.J. Tucker - Wayne Twitchell |

## U
- Del Unser
- Ugueth Urbina

## V
| - Mike Vail - Marc Valdés - Sergio Valdéz - Ellis Valentine - Yohanny Valera |  | - John Vander Wal - Claudio Vargas - Javier Vázquez - Max Venable - Dave Veres |  | - José Vidro - Joe Vitiello - Ed Vosberg |

## W
| - David Wainhouse - Larry Walker - Tom Walker - Tim Wallach - Bruce Walton - Dan Warthen - U L Washington - Gary Waslewski * - Lenny Webster |  | - Mitch Webster - Mike Wegener * - Chris Welsh - John Wetteland - Derrick White - Gabe White - Jerry White - Rondell White |  | - Fred Whitfield - Floyd Wicker * - Chris Widger - Tom Wieghaus - Brad Wilkerson - Jerry Willard - Earl Williams - Kenny Williams |  | - Maury Wills * - Nick Wilson - Bobby Wine * - Herm Winningham - Jim Wohlford - Ted Wood - Ron Woods - George Wright |

## Y
- Masato Yoshii
- Ned Yost
- Floyd Youmans
- Pete Young
- Tim Young
- Joel Youngblood

## Z
- Todd Zeile